# Dennis Harlin
Dennis Georg Nils Harlin, född den 22 juni 1941 i Boden, är en svensk militär. 
Harlin bedrev studier vid Stockholms universitet 1962. Han avlade officersexamen 1964 och blev fänrik samma år. Harlin genomgick Militärhögskolans högre tekniska kurs 1971–1974 och Försvarshögskolan 1982. Han tjänstgjorde för Förenta nationerna 1980–1981 och var lärare vid Försvarshögskolan 1982–1984. Harlin befordrades till major i generalstabskåren 1975, till överstelöjtnant där 1981, till överste i ingenjörtrupperna 1988 och till överste av första graden 1994. Han var ställföreträdande regementschef vid Bodens ingenjörregemente 1984–1986, försvarsattaché i Bern och Rom 1986–1990, avdelningschef vid Försvarets materielverk 1991–1993, militärt sakkunnig vid Krigsmaterielinspektionen och tillförordnad krigsmaterielinspektör 1994–1995 samt ställföreträdande chef för Inspektionen för strategiska produkter 1996.